# Pachyneuron pauliani
Pachyneuron pauliani är en stekelart som beskrevs av Jean Risbec 1952. Pachyneuron pauliani ingår i släktet Pachyneuron och familjen puppglanssteklar.
Artens utbredningsområde är Madagaskar. Inga underarter finns listade i Catalogue of Life.